# 波佐洛马尔泰萨纳
波佐洛马尔泰萨纳（義大利語：Pozzuolo Martesana），是意大利米兰省的一个市镇。总面积12.38平方公里，人口7940人，人口密度641.4人/平方公里（2009年）。国家统计（ISTAT）代码为015178。